# Schwarzstreifen-Schönhörnchen
Das Schwarzstreifen-Schönhörnchen (Callosciurus nigrovittatus) ist eine Hörnchenart aus der Gattung der Echten Schönhörnchen (Callosciurus). Sie kommt in Südostasien im Süden Thailands und auf der malaiischen Halbinsel sowie auf Java, Sumatra und einigen angrenzenden Inseln vor. 

## Merkmale

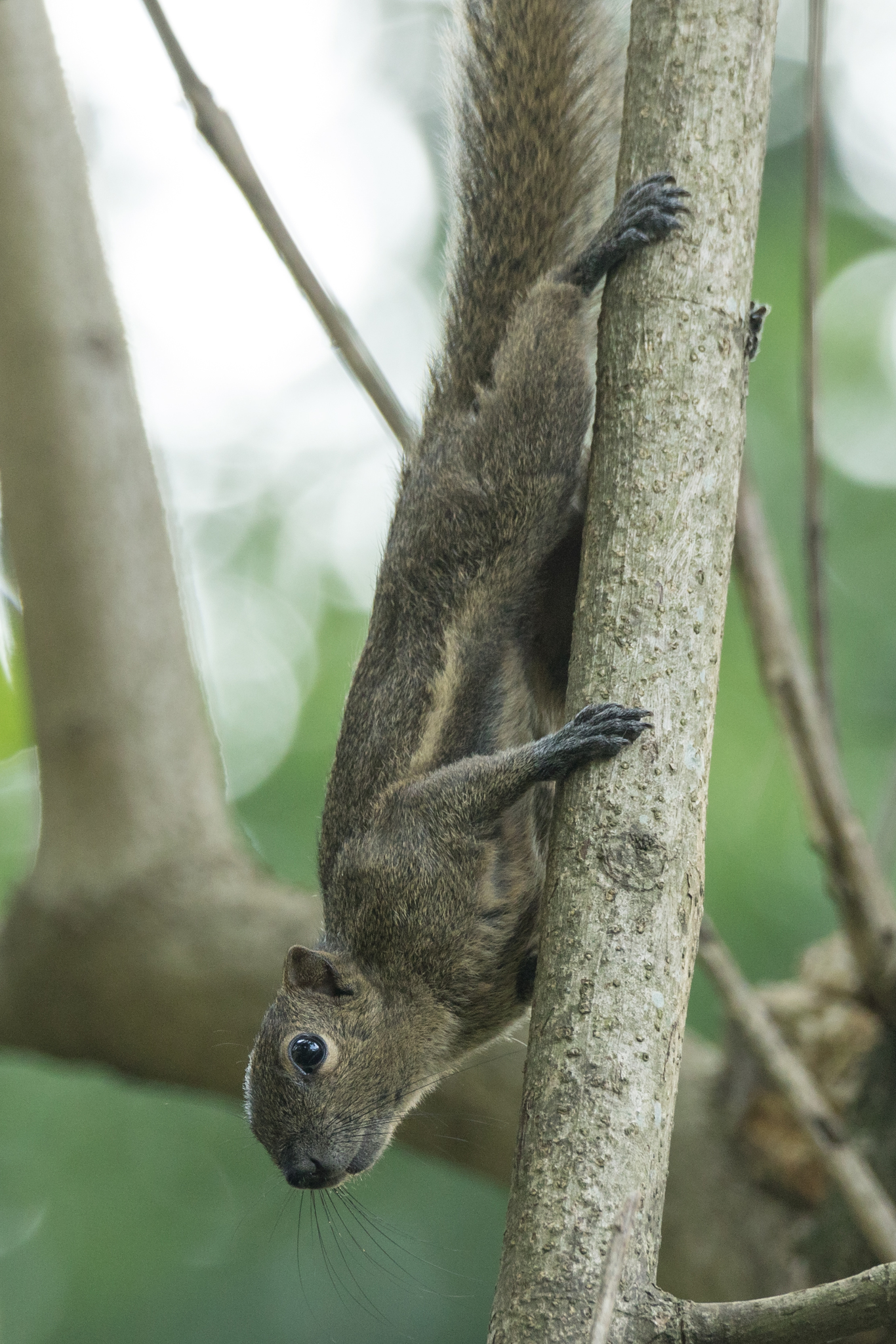
Schwarzstreifen-Schönhörnchen auf Java

Das Schwarzstreifen-Schönhörnchen erreicht eine Kopf-Rumpf-Länge von 18 bis 20 Zentimetern und ein Gewicht von etwa 200 bis 240 Gramm. Der Schwanz erreicht eine Länge von etwa 16 bis 18 Zentimetern und ist damit etwas kürzer als der Restkörper. Die Rückenfärbung der Tiere ist meliert schwarz und sandbraun, die Schultern sind etwas mehr braun. Die Bauchseite ist grau. An der Seite verlaufen zwei Streifen, der obere davon hell sandbraun und der untere deutlich schwarz.

## Verbreitung
Das Schwarzstreifen-Schönhörnchen kommt im Süden Thailands und auf der malaiischen Halbinsel sowie auf Java, Sumatra und einigen angrenzenden Inseln vor.

## Lebensweise

### Lebensraum und Revierverteilung
Das Schwarzstreifen-Schönhörnchen ist wie alle anderen Arten der Gattung primär baumlebend (arboricol). Es kommt in verschiedenen Waldlebensräumen vor, von primären Regenwaldgebieten bis zu Sekundärwäldern und lebt im Blattwerk der Bäume. Bei Untersuchungen im Krau Wildlife Reserve in Pahang, Malaysia, wurde festgestellt, dass die Bestandszahl etwa 25 % der des Bananenhörnchens (Callosciurus notatus) beträgt. Die Bestandsdichte beträgt dort etwa fünf Individuen pro 100 Hektar. In anthropogen gestörten Gebieten ist seine Bestandsdichte etwa doppelt so hoch wie in Primärwäldern. Die Reviergröße eines Weibchens im Ula Gombak Forest Reserve in Selangor wird auf 1,4 bis 2 Hektar geschätzt.

### Ernährung und Verhalten
Das Hörnchen ernährt sich vor allem von Pflanzen, insbesondere Früchten, sowie zu einem signifikanten Anteil von Insekten. Auf Bedrohungen durch terrestrische Prädatoren reagieren die Tiere mit einem sich wiederholenden, stakkato-artigen Bellen und Schwanzwedeln, wodurch andere Hörnchen reagieren, indem sie in die Bäume klettern und sich still verhalten. Auf fliegende Prädatoren reagieren die Tiere dagegen mit einem kurzen Bellen, wenn die Greifvögel weiter entfernt sind, und mit einem Rassellaut bei nahen Greifvögeln. Auf diese Warnung reagieren andere in der Nähe befindliche Hörnchen mit einer Starre oder sie rasseln ebenfalls. Auf Schlangen reagiert das Tier mit einem Quieken, worauf Artgenossen motiviert werden, die Schlange gemeinsam anzugreifen und zu vertreiben (hassen).

### Fortpflanzung
Das vom Schwarzstreifen-Schönhörnchen gebaute Nest entspricht dem des Graubauchhörnchens (C caniceps) und besteht aus einer äußeren Schicht aus Zweigen und rauen Blättern und einer inneren Schicht aus weichem Material. Bei einer Untersuchung von 1948 bis 1952 wurden während des gesamten Jahres trächtige Weibchen gefangen, die meisten zwischen April und Juni und am seltensten zwischen Oktober und Dezember. Die Wurfgröße beträgt ein bis vier Jungtiere, im Durchschnitt 2,2.

## Systematik
Das Schwarzstreifen-Schönhörnchen wird als eigenständige Art innerhalb der Gattung der Echten Schönhörnchen (Callosciurus) eingeordnet, die aus 15 Arten besteht. Die wissenschaftliche Erstbeschreibung stammt von Thomas Horsfield aus dem Jahr 1824, der die Art anhand eines Individuums aus dem Westen der Insel Java beschrieb.
Innerhalb der Art werden mit der Nominatform vier Unterarten unterschieden:
- Callosciurus nigrovittatus nigrovittatus: Nominatform; Vorkommen auf der Insel Java.
- Callosciurus nigrovittatus bilimitatus: Festlandform im Süden Thailands und der malaiischen Halbinsel.
- Callosciurus nigrovittatus bocki: Vorkommen im Hochland von Sumatra.
- Callosciurus nigrovittatus klossi: Vorkommen auf Saddle Island westlich von Kalimantan.

## Status, Bedrohung und Schutz
Das Schwarzstreifen-Schönhörnchen wird von der International Union for Conservation of Nature and Natural Resources (IUCN) als potenziell gefährdet (Near Threatened) eingeordnet. Die Art nutzt aufgrund der zunehmenden Lebensraumveränderungen und der Fragmentierung vor allem Sekundärwälder und Waldrandgebiete. Über die konkrete Lebensraumnutzung liegen nur unzureichende Daten vor und falls es sich um eine Flachlandart handelt, könnte sie sehr empfindlich auf zunehmende Lebensraumveränderungen reagieren.

## Belege
1. 1 2 3 4 5 6 7 8  Richard W. Thorington Jr., John L. Koprowski, Michael A. Steele: Squirrels of the World. Johns Hopkins University Press, Baltimore MD 2012; S. 144–145. ISBN 978-1-4214-0469-1
2. 1 2 3  Callosciurus nigrovittatus in der Roten Liste gefährdeter Arten der IUCN 2014.2. Eingestellt von: J.W. Duckworth, B. Lee, R.J. Tizard, 2008. Abgerufen am 25. Oktober 2014.
3. 1 2 3  Callosciurus nigrovittatus In: Don E. Wilson, DeeAnn M. Reeder (Hrsg.): Mammal Species of the World. A taxonomic and geographic Reference. 2 Bände. 3. Auflage. Johns Hopkins University Press, Baltimore MD 2005, ISBN 0-8018-8221-4.